# Яунпільський край
Яунпі́льський кра́й (латис. Jaunpils novads) — адміністративно-територіальна одиниця Латвійської Республіки. Розташований у західній частині країни, в історичному регіоні Семигалія. Адміністративний центр — Яунпілс. Створений 2009 року. Площа — 210,2 км². Населення — 2450 осіб (2011). До складу краю входять 2 волості.

## Населення
Національний склад краю за результатами перепису населення Латвії 2011 року.
| Національність | К-сть | %        |
| -------------- | ----- | -------- |
| Латиші         | 2303  | 94,00 %  |
| Росіяни        | 45    | 1,84 %   |
| Білоруси       | 34    | 1,39 %   |
| Українці       | 5     | 0,20 %   |
| Поляки         | 6     | 0,24 %   |
| Литовці        | 48    | 1,96 %   |
| Інші           | 9     | 0,37 %   |
| Загалом        | 2450  | 100,00 % |